# Online to Offline
Online to Offline, abgekürzt O2O, bezeichnet digitale Anwendungen im Handel, die offline Punkte wie Werbematerial und die Produkte selbst in digitale Verkaufsflächen verwandeln.
O2O als Teilgebiet des Internets der Dinge  (IoT) beschäftigt sich in erster Linie mit Lösungen im Handel. Physische Gegenstände wie Printanzeigen, Plakate, Kataloge und die Produkte selbst werden über eine digitale Anwendung von einem Point of Interest (POI) zu einem Point of Sale (POS). Die Dash-Buttons von Amazon oder dem Schweizer Online-Händler Brack sind Beispiele von Online-to-Offline-Lösungen. Die physischen Dash-Buttons erlauben per Knopfdruck einen Nachkauf von Produkten. Der entsprechende betriebswirtschaftliche Fachbegriff für diese Art der Bestellung ist Wiederauffüllung bzw. im Englischen Replenishment. Im Replenishment sind derzeit vorrangig habitualisierte Käufe zu finden. Darunter fallen in erster Linie Dinge des täglichen Bedarfs.